# Alain-Guillaume Bunyoni
Alain-Guillaume Bunyoni (Kanyosha, 23 aprile 1972) è un politico burundese, primo ministro del Burundi dal 23 giugno 2020 al 7 settembre 2022.
In precedenza, dal 2015 al 2020, è stato ministro della sicurezza interna.

## Primi anni
Bunyoni è nato il 23 aprile 1972 nel comune di Kanyosha, nell'attuale provincia di Bujumbura Mairie. 
Ha studiato all'Università del Burundi e si è laureato nel 1994. Poco dopo si è unito ai combattimenti scoppiati in seguito all'assassinio del presidente Melchior Ndadaye, in qualità di membro delle Forze per la Difesa della Democrazia.

## Carriera politica
Nel 2003, la coalizione politica del Consiglio nazionale per la difesa della democrazia ha raggiunto un cessate il fuoco con gli altri combattenti nella guerra civile burundese. Dal 2005 al 2007 è stato Capo della Polizia del Burundi.
Tra il 2007 e il 2011, Bunyoni è stato Ministro della sicurezza interna, ruolo che gli è stato nuovamente assegnato tra il 2015 e il 2020.
Il 23 giugno 2020, il parlamento del Burundi ha votato per accettare la nomina di Alain-Guillaume Bunyoni come 8º primo ministro del Burundi. Ha prestato giuramento lo stesso giorno dal presidente del Burundi.
Nell'aprile 2023 la polizia del Burundi è alla ricerca di Bunyoni ma, avvertito del suo imminente arresto, fugge. I fatti contestati non sono noti. Alla fine è stato arrestato il 23 aprile, il suo compleanno..